# Sierra de las Mesas
La Sierra de las Mesas (en portugués, Serra das Mesas) es una formación geológica ubicada en el municipio de Sabugal, en la frontera entre Portugal y España. Su altitud alcanza los 1256 metros y en ella se localiza el nacimiento del río Coa.